# 44M Tas
A 44M Tas a Weiss Manfréd Művekben kifejlesztett magyar nehéz harckocsi. 1944-ben egy bombázás során a prototípus már elkészült darabjai megsemmisültek, a fejlesztési programot a nyersanyaghiány miatt teljesen feladták.

## Története
A magyar hadvezetés 1943 tavaszán döntött egy 75 mm-es löveggel felszerelt nehézharckocsi beszerzéséről. Erre azért került sor, mert a Magyar Királyi Honvédség páncélosai alulmaradtak a szovjet Vörös Hadsereg közepes (T–34) és nehéz (KV–1) harckocsijaival szemben, melyek 76,2 mm-es lövegükkel lényegesen hatékonyabbnak bizonyultak a gyenge fegyverzetű és vékony páncélzatú magyar harckocsiknál.
A Tas harckocsi fejlesztési munkálatait a Weiss Manfréd gyár mérnökei végezték. A munka során a német PzKpfw III futóművét vették alapul, mely a felázott talajon is kiválóan működött. A meghajtási rendszer alapjául a modern harckocsitípusok esetében alkalmazott
megoldást választották. A motor a Tas mellső lánckerekeit hajtotta, ez jobb terepjáró képességet és könnyebb karbantarthatóságot eredményezett. A felépítményt a korabeli magyar harckocsikkal ellentétben nem függőleges, hanem döntött lemezekből állították össze, és nem szegecselést, hanem hegesztett kötéseket alkalmaztak. A legnagyobb problémát a megfelelő motor és fegyverzet kiválasztása jelentette. Nem állt rendelkezésre ugyanis a 38 tonnás harckocsinak megfelelő mozgékonyságot biztosító nagy teljesítményű motor. Ezért a Turán harckocsiknál alkalmazott motorból két darabot építettek be. A harckocsi így műúton elérte a 45 km/h-s sebességet. Fő fegyverzetként a fejlesztés alatt álló 43M harckocsiágyút szerelték a prototípusba, abban reménykedtek, hogy a sorozatgyártású változatokba már Panther típusú harckocsikon is alkalmazott német KwK 42 L/70 ágyút építhetik be.
1944 nyarára a Weiss Manfréd Művek elkészítette a harckocsi darabjait, és a csepeli üzemben megkezdődött a prototípus összeszerelése. 1944. július 27-én szövetséges
légitámadás érte a gyárat, és az üzemcsarnokkal együtt a félkész jármű is megsemmisült. A prototípus helyreállítására az elszenvedett károk és a fokozódó nyersanyaghiány miatt már nem adódott lehetőség.